# Carlos Pablo Carpintero
Carlos Pablo Carpintero (fl. 1978), militar argentino.

## Biografía
Con el grado de teniente de fragata, fue uno de los aviadores navales que ejecutó el Bombardeo de la Plaza de Mayo del 16 de junio de 1955. Tras el ataque, huyó a Uruguay.
Con el grado de capitán de navío, fue secretario de Información Pública de Jorge Rafael Videla entre el 27 de abril de 1976 y el 1 de febrero de 1978.
Ya ascendido a contraalmirante, desempeñó el cargo de comandante de la Aviación Naval. En este mismo puesto estuvo cuando la Argentina estuvo al borde de la guerra con la República de Chile por el Conflicto Austral.
Con el grado de vicealmirante, Carlos P. Carpintero fue subjefe de la Armada Argentina entre el 16 de diciembre de 1982 hasta el 10 de diciembre de 1983, período en el cual su Comandante en Jefe era el Almirante Rubén Oscar Franco.